# 孙文石
孙文石（？—1978年），笔名文石、叶舟，男，四川人，中华人民共和国新闻家。

## 生平
1934年间，因夹江党组织被破坏后到重庆，曾与他人协助温田丰编辑《商务日报》副刊。后去上海。1936年夏回重庆。抗日战争爆发后，与王达非合办《时事新刊》，后在重庆又与范长江办国际新闻社。第二次国共内战期间，到成都办《民众时报》，仍负责该报工作。
中华人民共和国成立后，担任第三届、第四届成都市政协副主席。1966年至文革前，任成都市副市长。1978年病逝于成都。